# Свазіленд на літніх Олімпійських іграх 2000
Есватіні брало участь у Літніх Олімпійських іграх 2000 року в Сіднеї (Австралія), ушосте за свою історію, але не завоював жодної медалі. Збірну країни представляли 2 жінки.